# Charles-Henri-Constant Clavelin
Charles-Henri-Constant Clavelin, francoski general, * 1888, † 1974.